# Wausaukee, Wisconsin
Wausaukee là một làng thuộc quận Marinette, tiểu bang Wisconsin, Hoa Kỳ. Năm 2006, dân số của làng này là 572 người.